# 比拉茹伊加
比拉茹伊加，是西班牙加泰罗尼亚赫罗纳省的一个市镇。总面积13平方公里，总人口982人（2001年），人口密度76人/平方公里。